# Calyptophractus retusus
Calyptophractus retusus là một loài động vật có vú trong họ Dasypodidae, bộ Cingulata. Loài này được Burmeister mô tả năm 1863.

## Hình ảnh

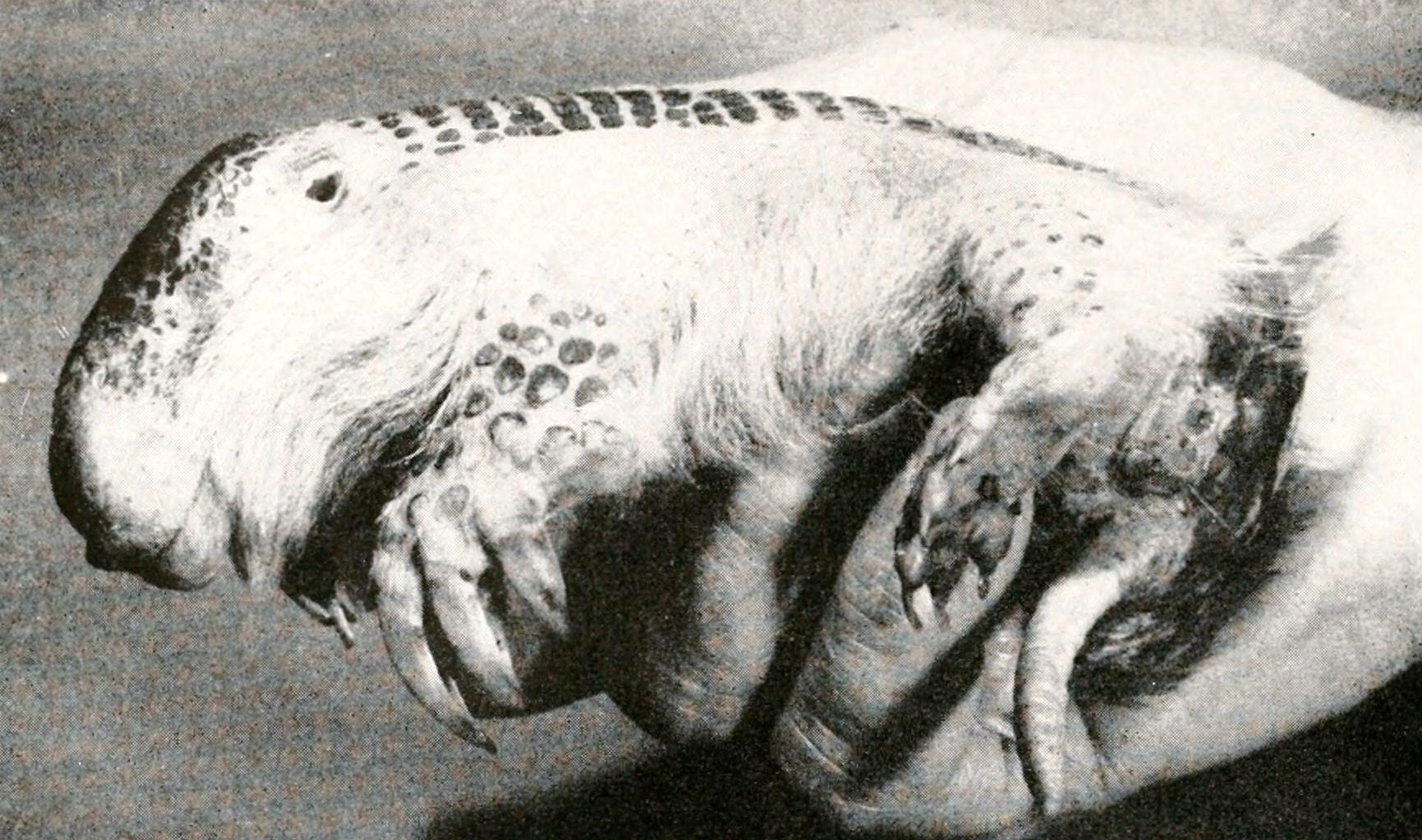